# Constance Bulwer-Lytton
Pour les articles homonymes, voir Bulwer-Lytton.
Lady Constance Georgina Bulwer-Lytton (12 janvier 1869 — 2 mai 1923) est une écrivaine britannique, suffragette et militante des réformes carcérales, du droit de vote des femmes et de la contraception. Elle utilisa le pseudonyme de Jane Warton.

## Enfance

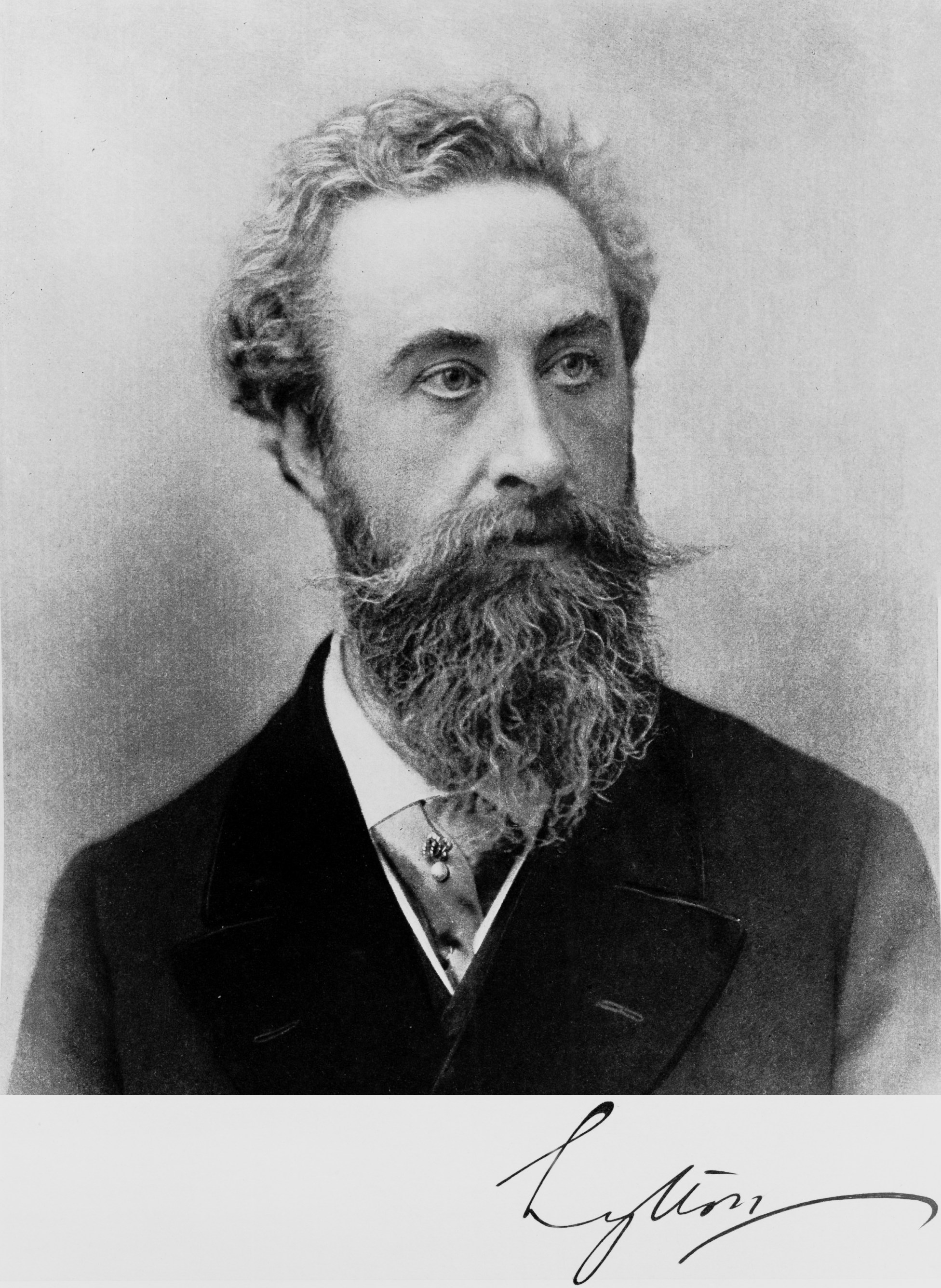
Robert Bulwer-Lytton, comte de Lytton. Père de Constance.

Constance est le troisième enfant de Robert Bulwer-Lytton, 1er comte de Lytton, et d'Edith Villiers. Robert est diplomate dans différentes cours européennes et Edith dame d'honneur de la reine Victoria. 

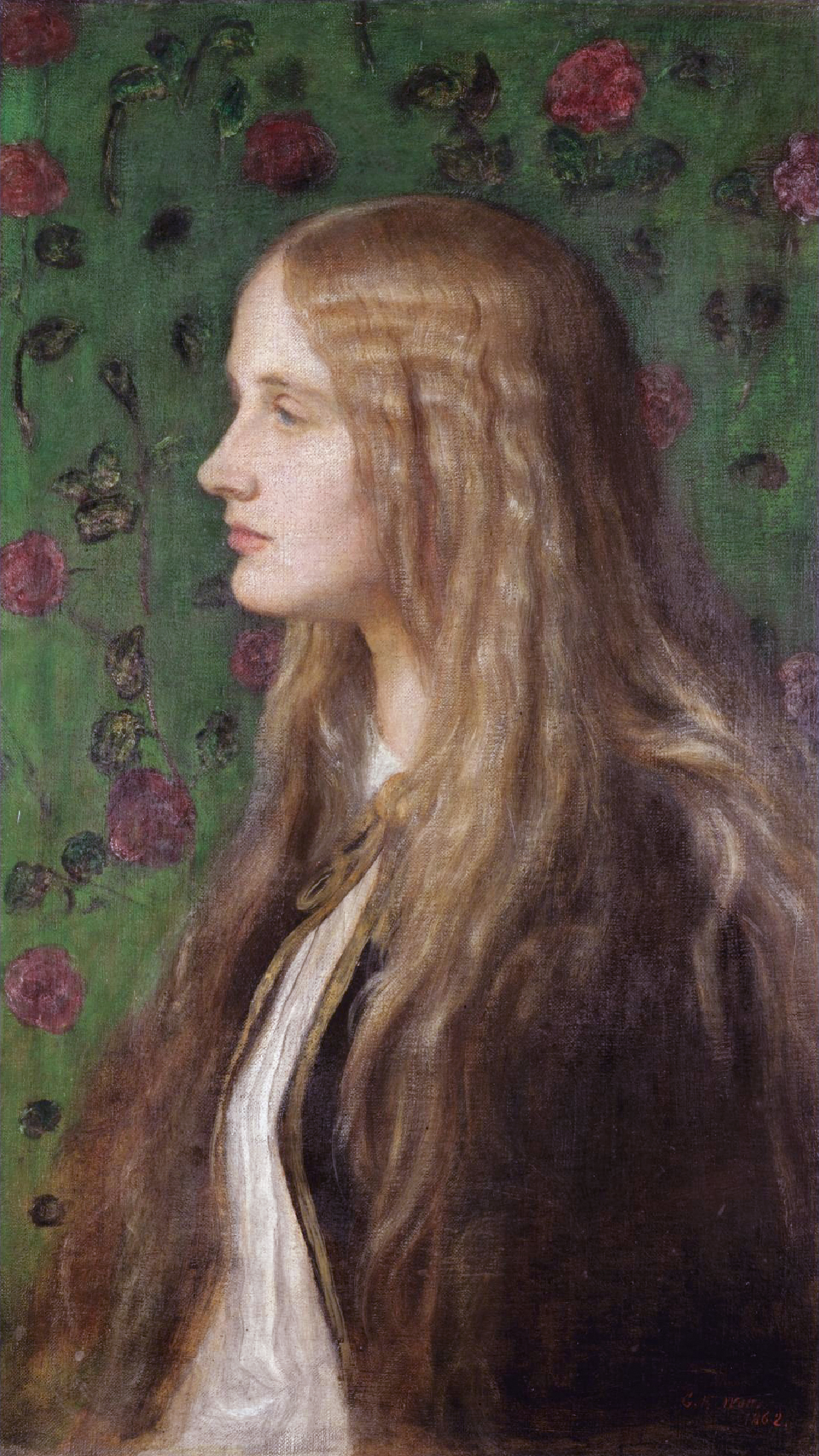
Edith Villiers, comtesse Lytton. Mère de Constance.

Constance nait à Vienne, en Autriche, le 12 janvier 1869, mais elle passe les onze premières années de sa vie en Inde, où son père est nommé gouverneur général des Indes (vice-roi) par Benjamin Disraeli en novembre 1875, à un moment critique pour le pays. Enfant solitaire, elle y est élevée par une suite de gouvernantes. Elle grandit ensuite en Angleterre entourée de grands noms de l'art, de la politique et de la littérature mais rejettera toujours le mode de vie de l'aristocratie.
Constance a six frères et sœurs : Edward Rowland John Bulwer-Lytton (1865–1871), Lady Elizabeth Edith « Betty » Bulwer-Lytton (1867 – 1942), Henry Meredith Edward Bulwer-Lytton (1872–1874), Lady Emily Bulwer-Lytton (1874–1964), Victor Bulwer-Lytton, 2e comte de Lytton (1876–1947) et Neville Bulwer-Lytton, 3e comte de Lytton (1879-1951).
À la mort de son père, en 1891, elle se retire de la société pour prendre soin de sa mère. En 1892, elle tombe amoureuse mais sa mère refuse qu'elle se marie avec un homme dont le « statut social est inférieur au sien ». Constance attend vainement que celle-ci change d'avis et ne se marie pas.

## Suffrage des femmes
En 1905, Constance hérite de 1 000 £ de sa grand-tante et marraine, Lady Bloomfields. Elle destine la somme au renouveau de la danse Morris (une danse folklorique anglaise) et son frère Neville lui suggère d'en faire don au Club Espérance, un groupe de chant et de danse pour jeunes filles de la classe ouvrière qui pratique cette danse. Le club avait été fondé par Emmeline Pethick-Lawrence et Mary Neal face aux conditions difficiles des ouvrières du secteur textile londonien.

### 1908 - Suffragette
En 1908, Constance croise des suffragettes au Club Espérance. Elle s'y intéresse d'abord parce qu'elles ont fait de la prison et que le sujet des réformes carcérales l'interpelle. Lors d'un déjeuner avec l'inspectrice de la prison de Holloway à la suite de la libération d'un groupe de suffragettes, elle rencontre Emmeline Pethick-Lawrence qui l'entretient du droit de vote des femmes. Elles sympathisent mais Constance écrit à Adela Smith, le 10 septembre 1908, she left me unconverted (« elle ne parvint pas à me convertir »). En octobre, elle écrit à sa mère qu'elle a offert son aide à Emmeline dans son combat pour le droit de vote. Dans son livre (publié en 1914) Prison and Prisoners, elle constate : « Les femmes ont essayé à de nombreuses reprises, mais toujours en vain, tous les moyens pacifiques à leur disposition pour influencer les gouvernements successifs. Cortèges et pétitions furent absolument inutiles. En janvier 1909, j'ai décidé de devenir membre de la Women's Social and Political Union (WSPU) »". Pour l'Union, elle fait une série de discours à travers le pays. Elle écrit au secrétaire d'État Gladstone pour lui demander la libération d'Emmeline Pankhurst et de Christabel Pankhurst, alors en prison.

### 1909 - Emprisonnements
Constance est emprisonnée deux fois en 1909 à la prison de Holloway, après avoir manifesté à la Chambre des Communes, mais elle passe une grande partie de sa peine à l'infirmerie à cause de sa santé fragile. Quand les autorités découvrent son identité, ils ordonnent de la relâcher. Ils ont également peur que sa santé et sa grève de la faim ne fassent d'elle une martyre. Furieuse de cette injustice, elle écrit au Liverpool Daily Post pour se plaindre du traitement préférentiel qu'elle a reçu.
Durant son séjour de mars 1909, elle décide de graver « Votes pour les femmes » de sa poitrine à sa joue, afin que la marque soit toujours visible. Mais après voir terminé le V sur sa poitrine et ses côtes, elle demande un pansement stérile à l'infirmerie pour éviter une infection et son projet est interrompu par les autorités.
En octobre 1909, Constance est arrêtée à Newcastle après avoi lancé une pierre enroulée dans un papier portant le message : « À Lloyd George - La rébellion contre la tyrannie est obéissance à Dieu - Des faits, pas des mots ». Son message est une réponse à la nouvelle décision prise par le gouvernement de nourrir de force les suffragettes prisonnières en grève de la faim.
Elle publie un pamphlet No Votes for Women: A Reply to Some Recent Anti-Suffrage Publications (Pas de vote pour les femmes : Une réponse à quelques récentes publications opposées au droit de vote).

### 1910 - Jane Warton

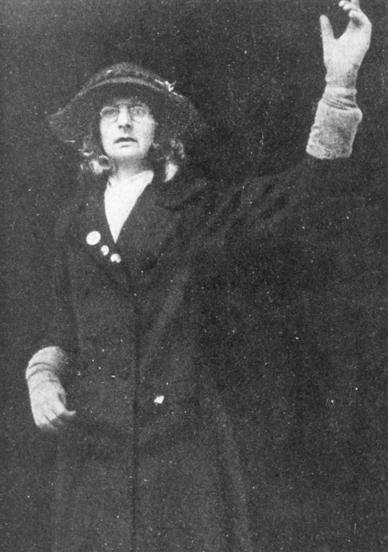
Lady Constance Bulwer-Lytton déguisée en Jane Warton, durant la manifestation des suffragettes à Liverpool en 1910.

En janvier 1910, convaincue que les prisonniers les plus pauvres sont maltraités, Constance se rend à Liverpool déguisée en Jane Warton, une couturière londonienne. Elle est arrêtée après avoir jeté un pierre sur une voiture, enfermée à la prison de Walton pour 14 jours de travaux forcés et nourrie de force 8 fois. Après sa libération, malgré sa faiblesse, elle écrit le récit de son expérience pour le Times' et Votes for Women (Le mensuel de la WSPU). Puis, elle donne des conférences sur les conditions carcérales endurées par les suffragettes emprisonnées.
Mais sa santé continue de se détériorer et elle fait une crise cardiaque en août 1910 et une série d'accidents vasculaires cérébraux qui la laissent paralysée du côté droit du corps. Inébranlable, elle utilise sa main gauche pour écrire dans Prisons and Prisoners qui deviendra un outil influent pour l'amélioration des conditions carcérales.

### À partir de 1911
En novembre 1911, elle est emprisonnée à Holloway pour la quatrième fois, après avoir brisé une fenêtre du parlement. Elle constate que les conditions de détentions se sont améliorées : « un exemple de civilité; méconnaissable par rapport à la première fois où j'avais été ici et les suffragettes étaient traitées comme des prisonnières politiques ». Elle publie son livre Prisons and Prisoners en 1914.
Après que la WSPU ait suspendu sa campagne à l'aube de la guerre de 1914, Constance soutient la campagne de Marie Stopes pour l'établissement de cliniques orthogéniques.
En janvier 1918, le parlement passe une loi autorisant le vote des femmes âgées de plus de 30 ans.

## Décès
Constance ne se remet jamais complètement du traitement subi en prison ni de sa crise cardiaque. Elle est soignée par sa mère à Knebworth. Elle meurt en 1923, à l'âge de 54 ans. Lors de son enterrement, on posa sur son cercueil les couleurs violettes, blanches et vertes des suffragettes.

## Publications
- No votes for women : A reply to some recent anti-suffrage publications, 1909.
- [récit autobiographique] Prisons & prisoners : Experiences of a suffragette, Londres, William Heinemann, 1914, rééd. East Ardsley, Wakefield, West Yorkshire, EP Publishing, 1976  (ISBN 0-7158-1154-1).
- Constance Bulwer-Lytton et Jane Warton, Letters, Londres, British Library, 1987 (OCLC 758286042) (microfiches).
- Constance Bulwer-Lytton, Jane Warton et Katherine Roberts, Deeds, Not Words! : the Experiences of Two Suffragettes in the Struggle for the British Women's Vote, Leonaur Ltd, 2016, 320 p. (ISBN 9781782825081).